# Kladeruby nad Oslavou
Kladeruby nad Oslavou (in tedesco Kladerub) è un comune della Repubblica Ceca facente parte del distretto di Třebíč, nella regione di Vysočina.